# Gawain

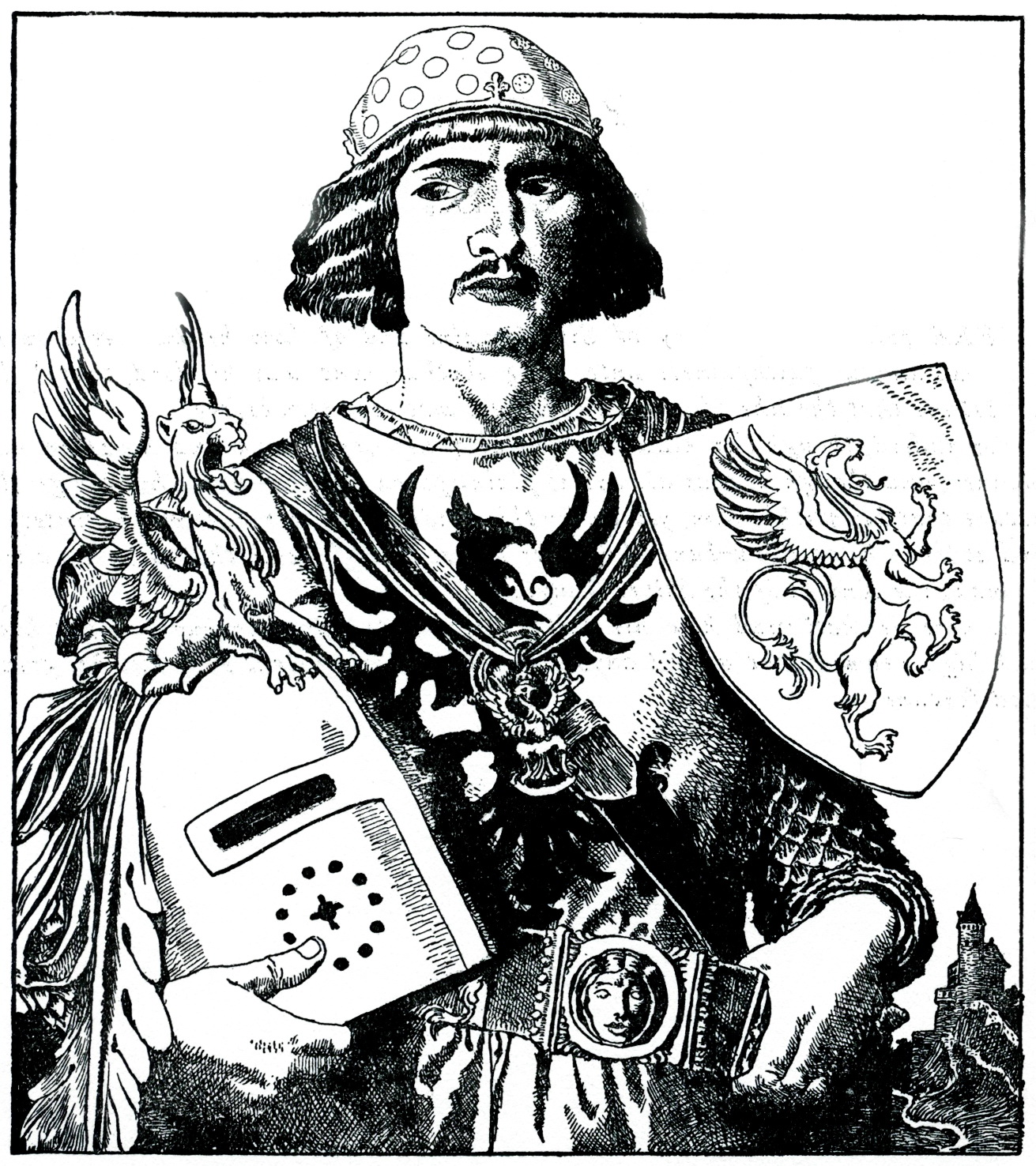
Sir Gawaine the Son of Lot, King of Orkney, von Howard Pyle in The Story of King Arthur and His Knights (1903)

Gawain von Orkney, walisisch Gwalchmei fab Gwyar ['gwalxmei vaːb 'guiar], auch Gawan oder Gawein und französisch Gauvain, ist eine Sagengestalt aus der walisischen Mythologie und daraus hervorgegangener Artuslegenden. In den früheren Überlieferungen spielt der Neffe Artus’ als Gwalchmei zunächst eine nur untergeordnete Rolle als Begleiter bei Abenteuern, wohingegen die mittelalterliche Artusepik der Matière de Bretagne ihm als Ritter der Tafelrunde eine wesentliche Stellung bei der Queste, der Suche nach dem Heiligen Gral, zukommen lässt.
In neuerer Zeit ist die Figur Gawains in Comics, Filmen und Fernsehserien dargestellt worden.

## Etymologie
Gawain kommt in der Literatur unter einigen Namen vor: Gwalchmai, Gwalchmei, Galvaginus, Galvanus, Gawan, Gwaine, Gavan, Gavin, Gauen, Gauvain, Walewein, Waweyn, Walwen, Balbhuaidh, je nach Sprache und Alter des Werkes. Alle diese Variationen sind vermutlich vom kymrischen (walisischen) Namen Gwalchgwn („weißer Habicht“) hergeleitet (gwalch, „Habicht“; wyn, „weiß“). Gwalchmai, auch Gwalchmei („Falke des Feldes“, „Maifalke“) ist eine weitere Übersetzungsmöglichkeit, der Vater- oder Muttername fab Gwyar (Sohn des/r Gwyar, letzteres „Blut“?) bleibt rätselhaft. Eine andere Theorie besagt, dass Gwalchmei mit seinen französischen Variationen vom kymrischen Epitheton (Hinzufügung, Attribut) Gwallt advwyn („mit hellem Haar“) kommen soll, einem „Jugendnamen“, der allerdings im Zusammenhang mit Gwalchmei nicht belegt ist. Die etymologische Verbindung des kymrischen Namens Gwalchmai/Gwalchmei mit altfranzösisch Gauvain (Vorstufe Galvagin), lateinisch Galvanus oder anderen Variationen ist nicht sicher erschlossen.

## Herkunft und Umfeld
Gawain wird meist als der älteste Sohn von König Lot von Orkney und von Morgause, oder von Anna, der Schwester von König Arthur (bei Geoffrey von Monmouth), genannt. Er hat drei Brüder – Gareth, Gaheris und Agravain – sowie einen Ziehbruder namens Mordred und einen oder zwei einmalig genannte Brüder Gwalhauet und Gwalchavad (möglicherweise zwei Versionen desselben Namens). Sie alle sind Mitglieder der Tafelrunde. Als Gawains Schwester wird einmal Soredamors genannt, als Söhne Guiglain oder Wigalois, als Enkel Lifort Gawanides. Sein Vetter ist Owein fab Urien, er gilt wie dieser als „Mann des Nordens“ (gwr y Gogledd) von Galloway (bei William of Malmesbury). Wegen seiner von Ritter Cei fab Cynyr bespöttelten Redegabe („… so lange nur deine Zunge und deine schönen Worte dir bleiben, wird dir als Rüstung ein Umhang von dünner Bliantseide [Leinenbatist] genügen, …“, Peredur fab Efrawg, Vers 32) wird er der „Goldzüngige“ genannt.
Im erst spät (14./15. Jahrhundert) niedergeschriebenen Fragment Von Arthurs Geburt und wie er König ward (Handschriften Llanstephan Ms. 4, fol 505, Ms. 201) sind Gawains Eltern Llew ap Kynwarch und Gwyar ferch Gwrleis, sein Bruder Medrawt, seine Schwestern Gracia, Graeria und Dioneta und sein Halbbruder Hywel.

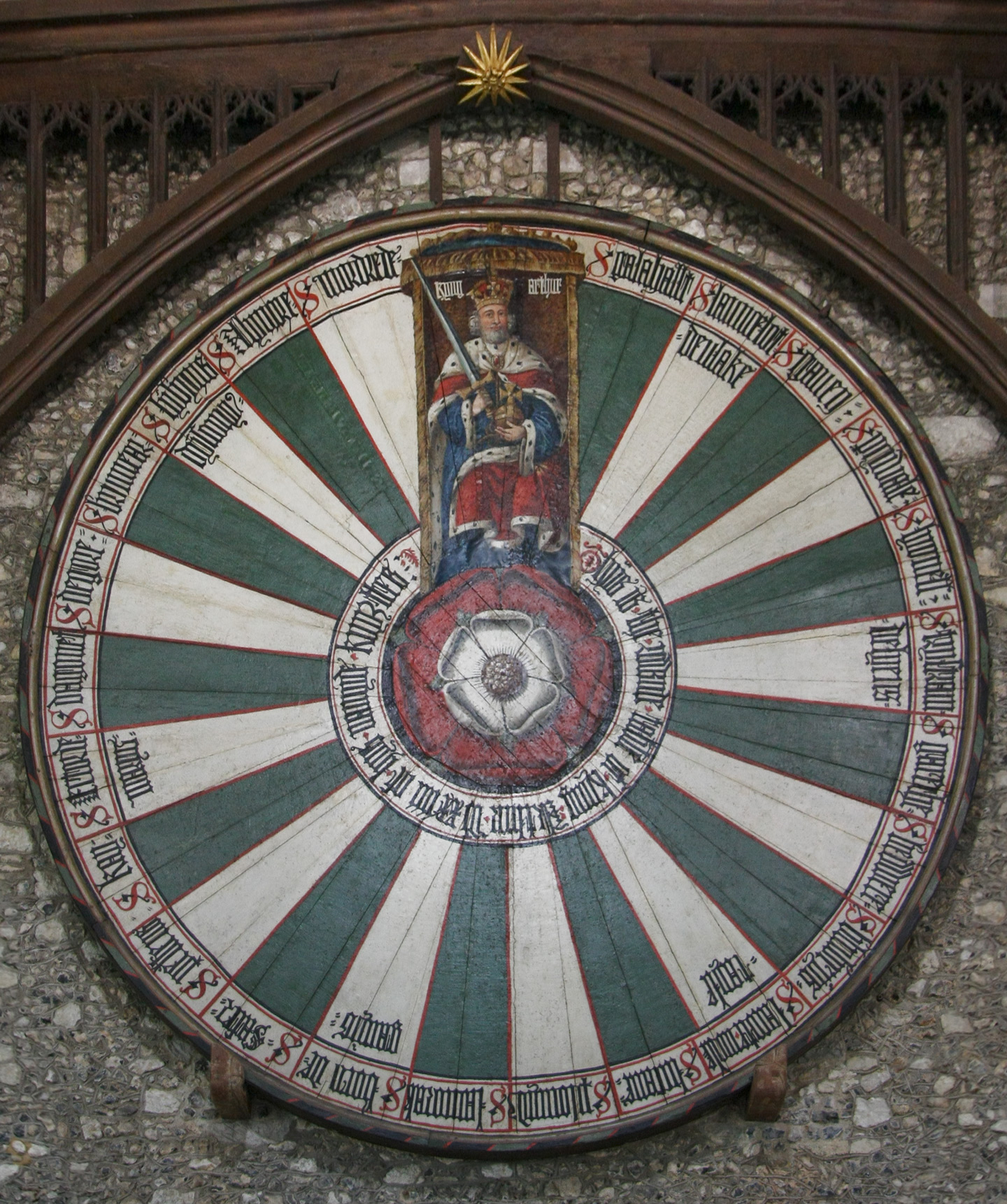
König Artus Runder Tisch in der Großen Halle von Winchester Castle

Gawain wird im Gegensatz zu Mordred, dem ehebrecherischen Neffen von Artus, als der getreue Neffe und Protagonist dargestellt. Beim walisischen Autor Grooms ist zu lesen, Gwalchmei/Gawain sei ein Riese von Gestalt gewesen, so wie alle prominenten Kämpfer um König Artus.
Dass in Gawains Biographie die Stellung von Artus als Onkel mütterlicherseits wichtiger ist als die seines leiblichen Vaters, entspricht der im Inselkeltischen bezeugten hohen Position des Mutterbruders. Diese matrilineare Geschlechtsfolge ist beispielsweise in der Ogham-Schrift zu erkennen, wo urkeltisch *neāts („Neffe“) und *neits („Held“) zu Ogham NET(T)A zusammenfällt. Ebenso wird MAQQI („Sohn“) häufig durch NET(T)A plus Genitiv des Oheim-(Onkel-)namens ersetzt.
In der Beschriftung der in Winchester Castle aufbewahrten „Round Table of legendary King Arthur“ sind auch Gawain (hier in der altfranzösischen Schreibweise gauen) und sein Bruder Gareth (garethe) zu lesen. Nach einer Übersetzung des amerikanischen Gelehrtenehepaares Loomis sitzt Gawain als vierter im Uhrzeigersinn neben Artus, Mordred (mordrede) als erster auf der anderen Seite. Dieser Tisch wurde laut einer dendrochronologischen Überprüfung um 1275 aus Eichenholz mit einem Durchmesser von 6 m gefertigt und während der Regierungszeit von Heinrich VII. (1485–1509) in den Tudor-Farben grün-weiß und mit der Tudor-Rose dieses walisischen Geschlechts in der Mitte neu bemalt.

## Gawain in der Literatur

### Walisische Sagen (aufgezeichnet im 12. bis 14.Jahrhundert)
In der chronologischen Aufzählung von Werken mit Gawain nehmen die walisischen Sagen eine Sonderstellung ein: Einerseits sind die alten mündlichen Überlieferungen Vorgänger des Arthurischen Sagenkreises, andrerseits wurden die im Llyfr Gwyn Rhydderch („Das Weiße Buch von Rhydderch“) und im Llyfr Coch Hergest („Das Rote Buch von Hergest“) aufgezeichneten Erzählungen stark von den zu dieser Zeit schon existenten altfranzösischen Artus-Romanen beeinflusst.
[Bei den Y Tair Rhamant („Die drei Romanzen“) handelt es sich] um walisische Bearbeitungen französischer Texte, allerdings vor dem Hintergrund einer eigenständigen Sagentradition, aus der jene schon früher abgezweigt und in der für den Roman typischen Weise verändert worden waren.
Diese sogenannten „Arthurischen Romanzen“, in denen Gawain als Gwalchmei vorkommt, sind jüngeren Datums als die Vier Zweige des Mabinogi, wo von König Arthur und seinen Rittern noch keine Rede ist. Sie sind wie schon erwähnt eine Mischung aus mündlich überlieferten volkstümlichen Sagen aus dem 6. bis 9. Jahrhundert und vom Kontinent her beeinflusster höfischer Denkweise. Durch bretonische Sänger und Geschichtenerzähler wurden die alten Sagen um Arthur und Gawain auf dem Kontinent verbreitet und von dort in weiterentwickelter Form zurück auf die Inseln gebracht. Diese Romanzen bildeten den „ideologischen“ Unterbau für die mittelalterliche ritterliche Kultur. Gwalchmei wird in den Y Tair Rhamant als altkymrisches Vorbild für den Gawain der Matière de Bretagne als mustergültiger Ritter am Hofe von Artus genannt.
In Iarlles y Ffynnawn („Die Herrin der Quelle“) findet er seinen verschollenen Vetter, den Ritter Owein fab Urien (spätere Namensvariationen Yvain, Iwein) wieder. Da er und Owein einander wegen der die Rüstung umhüllenden Kovertüre (cwnsallt, Überwurf) nicht gleich erkennen, kämpfen sie drei Tage erbittert gegeneinander. Erst als im Schwertkampf die Helme heruntergeschlagen werden, beenden sie das Duell und bieten sich gegenseitig den Sieg an.
Und sogleich sprach Owein: „Herr Gwalchmei, ich erkannte dich deines Überwurfs wegen nicht. Du bist mein Vetter ersten Grades. Nimm mein Schwert und meine Waffen.“ – „Du, Owein, bist Herr über mich“, erwiderte Gwalchmei, „denn du hast gesiegt. Nimm mein Schwert.“
In Peredur fab Efrawg („Peredur, der Sohn Efrawgs“) heißt er den Titelhelden im Namen von König Artus freundlich willkommen, nachdem sich Peredur siegreich gegen Kei (Cei) durchgesetzt hatte und wird sein Gefährte. Gemeinsam brechen sie vom Hofe des Königs auf, Peredur, um das Geheimnis der blutigen Lanze zu lösen, Gwalchmei, um einer bedrängten Jungfrau zu helfen. Nach einigen Abenteuern kämpfen sie gemeinsam gegen die Hexen von Gloucester (gwidonot Caer Loyw), die mit der Lanze Peredurs Vetter ermordet hatten und erschlagen sie alle.
In Gereint fab Erbin („Gereint, der Sohn des Erbin“) wird von Gwalchmei gesagt, er … ragte am meisten unter den neun Hauptleuten wegen seines Ruhmes, seiner kriegerischen Tüchtigkeit und der Würde seiner Abkunft heraus. Als Gereint mit seiner jungen Gattin Enit in das Reich seines Vaters Erbin zurückkehrt, begleitet ihn Gwalchmei mit einigen Rittern des Hofes dorthin und gibt ihm gute Ratschläge für die Regierung.
Darauf sprach Gwalchmei: „Es ist das beste für dich, wenn du heute die Bittsteller zufrieden stellst. Morgen magst Du dann die Huldigung [der Männer] deines Reiches empfangen.“
In anderen, zum Teil älteren, Erzählungen gibt es keinen erkennbaren Einfluss der kontinentalen Artus-Romane. Eine der ältesten walisischen Sagen um Arthur ist Culhwch ac Olwen („Kulhwch und Olwen“). Gwalchmai fab Gwyar wird als ein Neffe von König Artus erwähnt, er ist der schnellste Läufer und der beste Reiter der Kriegerschar, der jede ihm gestellte Aufgabe zur Zufriedenheit des Königs erfüllt. Diese magischen Fähigkeiten werden in den späteren Romanen der Matière de Bretagne in kriegerisches Können und höfisches Gebaren Gauvains umgedeutet. Zusammen mit Gwalchmei wird sein sonst nirgends erwähnter Bruder Gwalhauet angegeben, beide in der Aufzählung der am Zuge gegen Ysbaddaden teilnehmenden Ritter. In der Handlung selbst werden sie nicht mehr genannt.
In der nur bruchstückhaft überlieferten Ystoria Drystan wird Gwalchmei „Herr des Friedens“ genannt, weil er im Auftrag von Arthur den Streit zwischen Drystan fab Tallwch und dessen Onkel March fab Meirchiawn um die Liebe Essyllts schlichten soll. Dies gelingt ihm, wenn auch nur für einige Zeit, indem er die beiden Verfeindeten durch das Singen von Englyns (eine traditionelle kymrische Strophenform) umzustimmen trachtet.
Es tost die unendliche Woge,
Wenn die Meereswoge am Höhepunkt der Flut.
Wer bist du, feuriger Krieger?
[…]
Drystan mit Sitten ohne Tadel,
keinen Fehler fand ich in deiner Rede,
Gwalchmei war dir Gefährte.
Drystan reagiert vorerst ärgerlich auf Gwalchmeis Beschwichtigungsversuche (siehe Ceis Spottrede oben), lässt sich aber schließlich umstimmen und akzeptiert Arthur als Vermittler.
Das satirische Werk Breuddwyd Rhonabwy („Rhonabwys Traum“) ist die späteste bekannte autochthone (an Ort und Stelle entstandene) arthurische Erzählung aus Wales. Hier wird Gwalchmei nur einmal in der Traumsentenz zum Kreis der Ratgeber Arthurs gezählt.
In einer frühen Ausgabe der Trioedd Ynys Prydein („Die Triaden der Insel Britannien“) wird Gwalchmei einer der „drei wohlhabenden Männer Britanniens“ genannt.

### Mittelalterliche Artussagen und Beginn derMatière de Bretagne(12. bis 14.Jahrhundert)
Der englische Geschichtsschreiber William of Malmesbury berichtet in De Gestis Regum Anglorum II, 342 (um 1125), dass zwar das Grab Walwens (Gauvains) gefunden wurde, dieser sei sterblich gewesen, nicht jedoch Artus’ Grab, denn jener kehre wieder.
At this time (1066–87) was found in the province of Wales called R(h)os the tomb of Walwen, who was the not degenerate nephew of Arthur by his sister. […] But the tomb of Arthur is nowhere beheld, whence ancient ditties fable that he is yet to come. The tomb of the other, however, as I have said, was found in the time of King William upon the sea shore, […]
(„Zu dieser Zeit (1066–87) wurde in der walisischen Provinz R(h)os das Grab Walwens aufgefunden, dem nicht entarteten Neffen Arthurs durch dessen Schwester. […] Aber Arthurs Grab ist nirgendwo zu sehen, weswegen alte Lieder von seiner Wiederkehr fabulieren. Das Grab des anderen jedoch, wie ich sagte, wurde zur Zeit König Wilhelms am Meeresufer entdeckt, […]“)
In dem Lai (kurzes Gedicht) Lanval der französischen Dichterin Marie de France, entstanden um 1170, ist Gauvain der einzige treu bleibende Freund Lanvals in einer Intrige, die Königin Guinevere gegen diesen spinnt. Walewein/Walewijn (= Gâwân) von den niederländischen Autoren Pennic („Pfennig“) und Pieter Vostaert ist der Titel einer Erzählung aus dem 12. Jahrhundert.

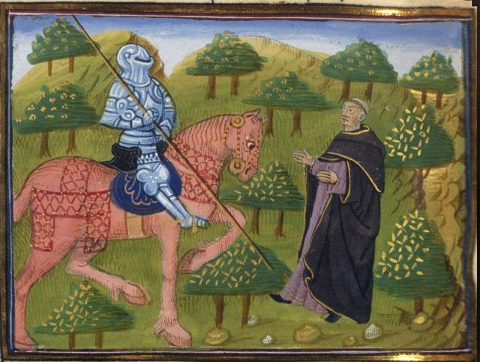
Gauvain et le prêtre, aus Le Chevalier de la charrette von Chrétien de Troyes (15. Jh.)

Vier weitere Werke, in denen Gawain erscheint, sind die Romane Erec et Enide, Le Chevalier de la charrette („Der Karrenritter“, 1177–1181), Yvain ou Le Chevalier au lion („Iwein oder der Löwenritter“, 1180 bis 1190) und Li Contes del Graal ou Le roman de Perceval (um 1190, unvollendet) des französischen Begründers des Höfischen Romanes, Chrétien de Troyes. In Chrétiens erstem Artus-Roman, Erec et Enide, fordert der König zur Jagd auf den weißen Hirschen auf. Gauvain rät ab, da es zur Sitte dieser Jagd gehört, dass der, der den weißen Hirschen erlegt hat, die schönste Jungfrau am Hof küssen müsse und das würde unter diesen Zank hervorrufen. Als es dann wirklich dazu kommt, wird wieder Gauvain um Rat gefragt, der zum Abwarten rät.
Aber von einigen der edelsten Barone kann ich Euch die Namen genau sagen, nämlich von denen von der Tafelrunde, die die besten der Welt waren. Unter allen diesen guten Rittern gebührt Gauvain der erste Rang, der zweite Erec, dem Sohn des Lac, und der dritte Lancelot vom See.
Im Karrenritter scheitert Gawain beim Versuch, die von Meleagant entführte Guinevere zu befreien, während Lancelot dies aus wahrer Liebe zur Königin gelingt. In einem weiteren Roman von Chrétien, Cligès (um 1176; auch Cligés, von griechisch Γλυκύζ „süß“), geht es um die Schwester Gauvains, Soredamors, und ihre Beziehung zu dem Byzantiner Alexander – ihr gemeinsamer Sohn ist der Titelheld. Der Autor hat diesen Roman nach eigenem Bekunden als Anti-Tristan konzipiert, er beinhaltet jedoch keine tradierten Inhalte der keltischen Artus-Thematik.
Hartmann von Aue, ein bedeutender Epiker der mittelhochdeutschen Klassik, schrieb um 1200 mit dem Iwein eine freie Bearbeitung von Chrétiens Werk Yvain. Der Höhepunkt des Romanes ist ein anonymer Zweikampf als Gottesurteil zwischen den alten Freunden Iwein und Gwain, die sich erst nach langem Kampf erkennen und den Zwist, der zum Gottesgericht führte, mit Artus’ Hilfe beenden können.
Perlesvaus, auch Li Hauz Livres du Graal („Die hohe Geschichte des Heiligen Grals“), eine Weiterführung von Chrétiens Li Contes del Graal, gilt als erster altfranzösischer Prosaroman, der zwischen 1200 und 1240 entstanden sein soll: Perlesvaus, Gauvain und Lancelot erreichen die Gralsburg. Gauvain gelingt es hier, das Schwert zu erringen, mit dem Johannes der Täufer enthauptet wurde.
Im Parzival-Epos (entstanden Ende des 12. Jahrhunderts) des deutschen Dichters Wolfram von Eschenbach, der dafür Chrétiens Perceval als Vorbild benutzte, stellt Gawain die weltliche Gegenfigur zum geistlichen Gralsrittertum Parzivals dar. Gawain, bei Wolfram der tavelrunder hôhster prîs (V. 301,7), verfügt im Gegensatz zu anderen Rittern bei der Eroberung von Klingsors Burg Schastelmarveil über die Fähigkeiten, alle Gefahren heil zu überstehen, weil er mit den passenden Fähigkeiten und der besten Ausrüstung ausgestattet ist: Erfahrenheit in Minneangelegenheiten, Kampfkunst, den schweren Eichenschild und das richtige Gebet zur rechten Zeit. Doch ist er nicht mehr der makellose Ritter früherer Erzählungen, denn bei der ersten Begegnung mit der Königsschwester Antikonie in einer vorangehende Episode greift er ihr unter den Mantel und er ruort irz hüffelîn (V. 407,2), wobei nicht ganz klar wird, welchen Körperteil er berührt. Hier und in anderen späteren Romanen wird seine starke Minnelust als Quelle seiner Verfehlungen genannt.
Im zur gleichen Zeit entstandenem Roman de l’estoire dou graal des Anglonormannen Robert de Borons begeben sich Perceval/Parzival und Gauvain auf die Suche nach dem heiligen Gral und der heiligen Lanze. Gauvain kann zwar weder Gral noch Lanze finden, befreit jedoch Hunderte von gefangenen Frauen.
Im Artusroman Diu Crône (um 1230) des mittelhochdeutschen Epikers Heinrich von dem Türlin ist Gawain eine gleichberechtigte Hauptperson neben König Artus. In der Anderen Welt seiner Geliebten Amurfina verliert Gawain beinahe seine Identität, während ihn Doppelgänger am Artushof vertreten:
Er het sein so vergezen gar,
Daz er sein eigen nam
Weder bechant noch vernam
Noch enwest, wer er selbe was. (Verse 8673-8676)
Das Thema des „Enthauptungsspieles“ wird in einer Episode (Verse 13164–13175) behandelt, hier stellt sich Gawain der Axt des Zauberers Gansguoter, der ihn ebenfalls verschont.
Rustichello da Pisa, bekannter als Koautor des Reiseberichtes Il Milione von Marco Polo, schrieb im Auftrag von Eduard I. von England von 1270 bis 1275 einige Ritterromane in altfranzösischer Sprache. Zwei erhalten gebliebene befassen sich mit Erzählungen um König Artus und seine Ritterrunde, in denen Gawain eine wesentliche Rolle spielt. Es sind dies Gyron le Courteois aveque la devise des armes de tous les chevaliers de la table Ronde („Der Höfling Gyron mit den Kampfgeschichten aller Ritter der Tafelrunde“) und Meliadus de Leonnoys; Ensemble plusieurs autres nobles promesses de chevalerie faites par le Roy Artus, Palameses et Galliot de Pré („Meliadus de Leonnoys; viele weitere Rittertaten von König Artus, Palamedes und Galliot de Pré“).
Die im 13. Jahrhundert entstandenen französischen Erzählungen, wie Chevalier aux deux Epées, Les Merveilles de Rigomer, Escanor, Vengeance Raguidel und L'Átre Périlleux, zeichnen Gawain ganz im Gegensatz zu den frühen höfischen Romanen übertrieben negativ, als Wortbrüchiger, Mörder und Vergewaltiger. Sein Wissen um den eigenen Namen geht ihm manchmal verloren und erst durch eine Tat ritterlichen Großmuts kann er sich wieder aus der Schuldverstrickung befreien (L'Átre Périlleux, V. 5734-5744).

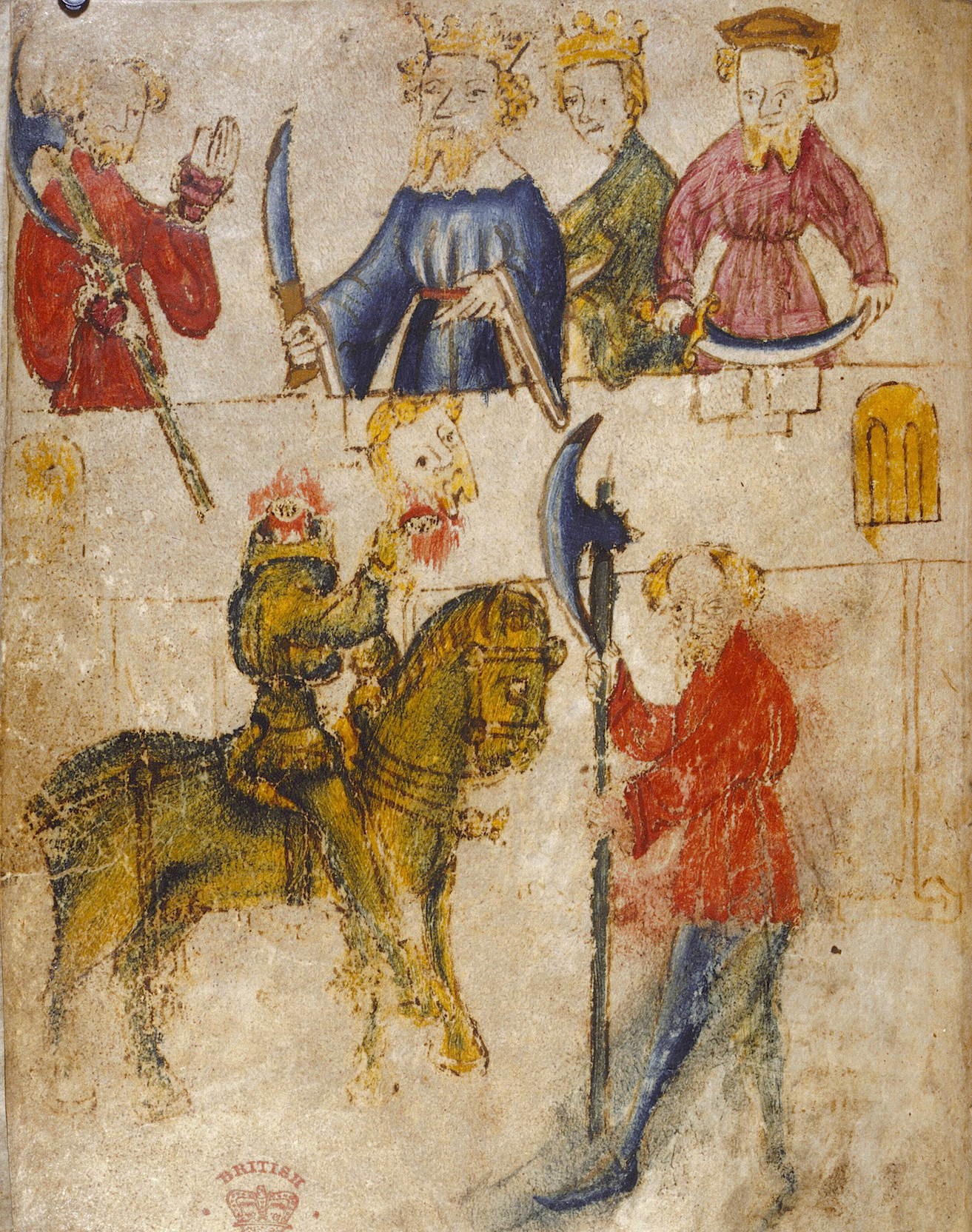
Gawan und der grüne Ritter, mittelalterliche Manuskriptdarstellung

Die Stabreim-Ritterromanze Sir Gawain and the Green Knight (vor 1400, Autor unbekannt) berichtet in 101 ungleich langen Strophen mit insgesamt 2530 Zeilen in vier fyttes (Gesängen) von Sir Gawains Auseinandersetzung mit dem „Grünen Ritter“. Dieser fordert die Tafelrunde zu einem „Enthauptungsspiel“ heraus, wozu sich Gawain gegen den Willen seines Onkels Arthus bereit erklärt. Die Handlung folgt der irischen Sage Fled Bricrenn („Bricrius Fest“). Allerdings liegt das Hauptgewicht hier auf Gawains Begegnung mit der schönen Burgfrau des Grünen Ritters Sir Bertilak, die ihn im Auftrag ihres Gatten verführen will, um die Ehre der Tafelrunde durch diesen Fehltritt einer ihrer Ritter zu beflecken.
Und von ihrem Kirchenstuhl kam sie mit vielen ansehnlichen Mägden. An Leib und Gesicht, Haut und Gestalt, Farbe und Bewegung war sie schöner als alle andern, liebreizender noch als Guinevere, so schien es Gawain. Er ging durch den Chorraum, ihrer Anmut zu huldigen. (39.951-8)
Gawain verhält sich hier wiederum nicht fehlerlos, er zeigt mangelnden Mut bei der (scheinbaren) Enthauptung und entwendet der Burgfrau einen grünen Gürtel. Als dies bei seiner Rückkehr an den Artushof bekannt wird, solidarisieren sich die anderen Ritter der Tafelrunde trotz seiner Schuld mit ihm und tragen fortan ebenfalls alle einen solchen grünen Gürtel.
Das Thema der Heirat Gawans behandelt Wife of Bath’s Tale des englischen Schriftstellers Geoffrey Chaucer, wo der Held zwar namenlos bleibt, als Gawan aber deutlich erkennbar ist. Gawans Abstammung wird im mittellateinischen Prosaroman De ortu Waluuani Nepotis Arturi („Von der Herkunft Gawans, des Neffen Arthurs“) in Rom angesiedelt. Dort macht Gawan, der Sohn von Arthurs Schwester Anna, Karriere als Kavallerieoffizier. Im Kampf mit Persern und Piraten versucht er vergeblich Jerusalem zu befreien, kämpft unerkannt und siegreich mit Arthur und Keie und wird schließlich in die Tafelrunde aufgenommen. Der Autor des Werkes ist unbekannt. Auch in der Historia Regum Britanniae des walisischen Historikers und Geistlichen Geoffrey of Monmouths wird Arthurs Schwester Anna als Mutter Gualgu(i)nus’ (Gualgwinus, Walwan(i)us) genannt (IX, 9).
Gawans Sohn und sein Enkel Lifort Gawanides („der starke Gawanide“) sind die Protagonisten der sogenannten Gawaniden-Romane, zu denen Le Bel Inconnu, Wigalois, Libeaus Desconnus und einige andere gehören.
Im nacharthurischen Versroman Wigalois des mittelhochdeutschen Dichters Wirnt von Grafenberg, entstanden zu Beginn des 13. Jahrhunderts, hat Gawan zusammen mit Florie von Syrie einen Sohn, den Titelhelden Wigalois.
Gawains Sohn Guiglain, auch Sir Gingalain oder Le Bel Inconnu („Der schöne Unbekannte“) ist im gleichnamigen, zwischen 1185 und 1190 verfassten Roman des Franzosen Renaut de Beaujeu (De Bâgé) der Retter des „Fräuleins mit den weißen Händen“, die von einem bösartigen Ritter gegen ihren Willen verehrt wird. Dieses Thema greift auch die englische Version Libeaus Desconnus (um 1340) auf.

### SpätmittelalterlicheMatière de Bretagne(bis ins 16.Jahrhundert)
Die irische Erzählung Eachtra an Mhadra Mhaoil („Die Abenteuer des Hundes mit den gestutzten Ohren“) entstand vermutlich im 15./16. Jahrhundert als Reflexion der Matière de Bretagne auf den Britischen Inseln. Hier wird, ähnlich wie in Sir Gawain and the Green Knight, Gawain unter dem irischen Namen Balbhuaidh Gegner des den Artus-Hof herausfordernden Rídíre an Lóchrainn („Ritter mit der Laterne“). Die Residenz des Königs wird hier Halla Deirg („Rote Halle“) genannt. Balbhuaidhs Helfer ist der titelgebende Hund mit kupierten Ohren und Schwanz, in Wahrheit aber der verhexte Bruder Alastrann Iongantach („Alastrann der Wunderbare“) des Ritters mit der Laterne. Dieser hatte ihn einst aus Rache in einen Hund verzaubert, denn im Gegensatz zu den kontinentalen Erzählungen werden hier die Protagonisten in Anlehnung an altirische Sagen mit mythisch/zauberischen Fähigkeiten gezeigt. So kann Balbhuaidhs Gegner jederzeit mit Hilfe eines Zaubernebels (Fíth-fáth) verschwinden. Die Handlung erinnert mit der darin geschilderten Verfolgungsjagd über einige Inseln an die alten irischen Immramas (abenteuerliche Seereisen wie Immram Brain oder Immram Curaig Maíle Dúin). Der Name Balbhuaidh dürfte sich vom niederländischen Walewijn herleiten, so wie der Inhalt ebenfalls auf niederländische Überlieferungen zurückzuführen wäre (siehe oben).
In einem Roman des sogenannten Post-Vulgata-Zyklus liebt der Ritter Pelleas die schöne Arcade. Obwohl er in ihrem Namen ein Turnier gewinnt, weigert sie sich, ihn zu empfangen. Sir Gawain gelobt, Pelleas zu helfen, indem er in dessen Rüstung zu Arcade geht und vorgibt, ihn getötet zu haben. Jedoch Gawain verliebt sich selbst in Arcade und betrügt Pelleas mit ihr. Dieser sucht nach ihnen und findet sie zusammen im Bett. Er lässt sein blankes Schwert zwischen den beiden und kehrt nach Hause zurück. Am nächsten Morgen erkennt Arcade das Schwert, und Gawain erinnert sich an sein Versprechen. Er überzeugt Arcade, Pelleas zu erhören und führt sie zueinander.

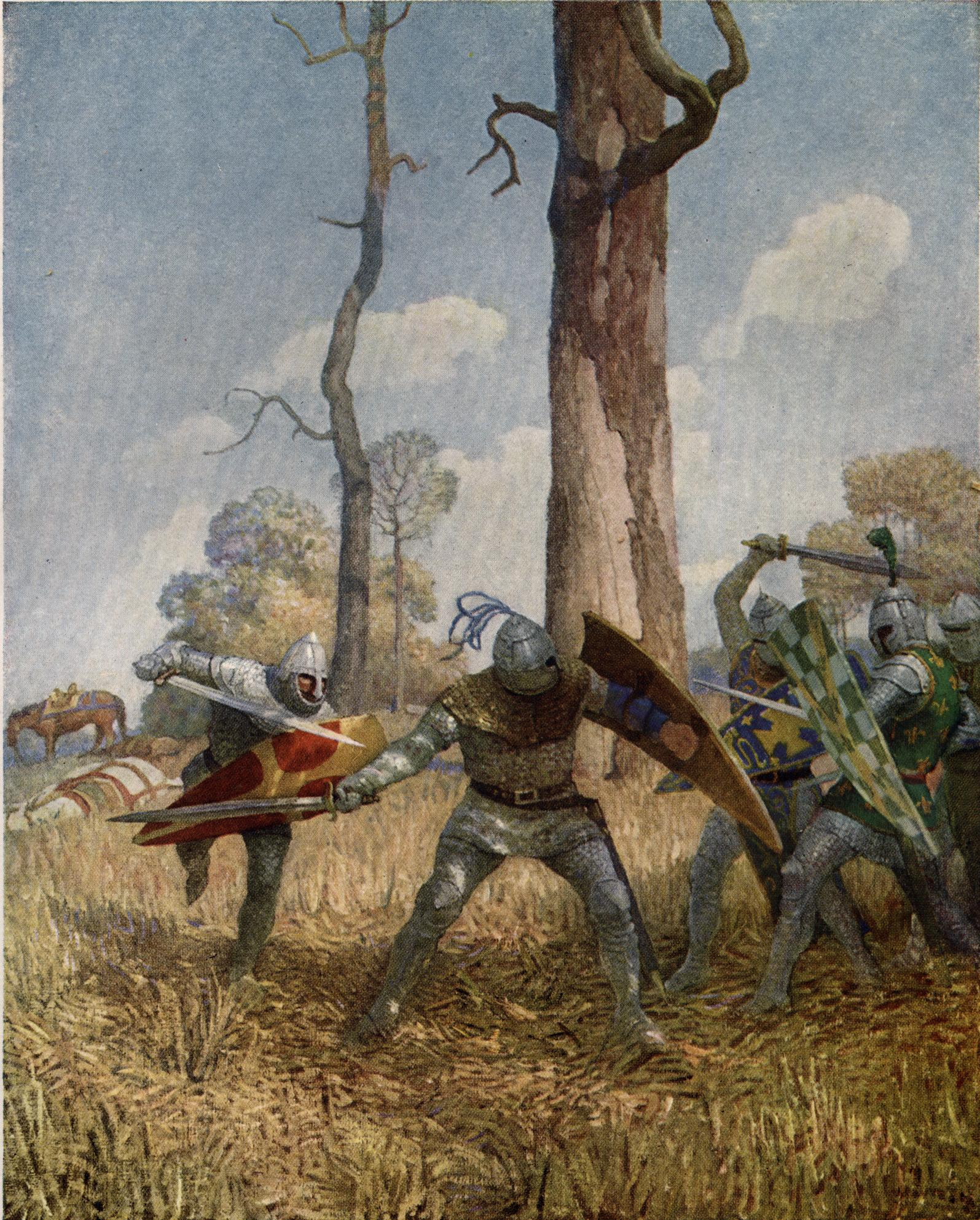
Der Tod von Sir Lamorak – Buchillustration von Newell Convers Wyeth (1882–1945)

In der dem alten Rittertum den Abgesang gebenden Post-Vulgata-Version Le Morte Darthur (um 1470) von Sir Thomas Malory, einem Waliser oder Engländer, wird die mit Arthur verwandte Gruppe der Orkney-Brüder Gawaine, Gaheris, Agravaine und Gareth genannt, die hier als ein Element der Unruhe und Spannungen innerhalb der Ritterschaft gezeigt wird. Gawaines Bruder Gareth wird von Lancelot aus niedrigen Diensten befreit und zum Ritter geschlagen, was er diesem mit dem Übertritt in die rivalisierende Gruppe um Lancelot und dessen Verwandte Ector, Lionel und Bors dankt. Dies führt in der Folge zu tragischen Ereignissen. So wird ein Ritter namens Sir Lamorak aus Wales von den Orkney-Brüdern unter Gawaines Führung in einem unehrenhaften Kampf erschlagen („They fought with him on foot more than three hours, both before him and behind him.“). Dessen Vetter Sir Pinel le Savage vergiftet daraufhin das Tafelobst, da er Gawaines Vorliebe für Äpfel und Birnen kennt, der Anschlag trifft jedoch den unschuldigen Ritter Parise. Gawaine beschuldigt Guinevere, dieser Tat, da er glaubt, sie wolle ihn ermorden. Für das deshalb über die Königin verhängte Gottesurteil, einen Zweikampf auf Leben und Tod, meldet sich zuerst Bors als Kämpfer für sie, schließlich bestreitet an seiner Stelle Lancelot siegreich den Kampf. Aus Rache verrät Gawaine später Lancelots Liebe zu Guinevere und wieder muss Lancelot für die vom Feuertod bedrohte Geliebte in einem Gottesgericht für sie eintreten. Auch die Geschichte von Pelleas und Ettarde (statt Arcade) wird von Mallory in diese Handlung eingebaut. In diesen Erzählungen ist Gawaine keineswegs mehr der untadelige Ritter der alten Tafelrunde.
In den hier behandelten Texten der europäischen Artus-Tradition zeichnet sich Gawain als unauflösbar ambivalente Figur aus, von der zwar nach wie vor eine fama ritterlicher Exzellenz verbreitet wird, die sich zugleich jedoch mit harschen Vorwürfen innerweltlicher Transgression (Verletzung, Verstoß, Übertretung) konfrontiert sieht, ohne sie je vollständig widerlegen oder abschütteln zu können. (Zitat Eva Bolta)

### Moderne Rezeptionen (ab dem 19.Jahrhundert)
Auch in den neueren Erzählungen wird Gawain wesentlich kontroverser dargestellt. Eine weitere Version der Erzählung um Pelleas mit dessen Gattin Ettarre schildert der viktorianische Dichter Tennyson in seinen düsteren Idylls of the king (1859), wiederum ist Gawain der Verführer und Ehebrecher. Bei William Morris, einem Londoner Maler, Dichter und Drucker, wird in einer Szene seines Werkes The Defence of Guinevere, and other Poems (1858) berichtet, wie Guinevere, von Gauwaine verraten, diesen durch die Schilderung ihrer Liebe zu Lancelot („[…] more than Arthur’s great name and his little love“) zum vergeblichen Widerruf seiner Anklage bewegen kann.
In dem humoristischen Roman Auch Einer (1878) des deutschen Literaturwissenschaftlers Friedrich Theodor Vischer, der als Professorenroman kritisiert wurde, wird im Kapitel Der Besuch in einem Pfahldorf in Helvetien ein Kelte namens Gwalchmai genannt, der allerdings mit dem arthurischen Helden nichts zu tun hat, es ist lediglich eine Namensentlehnung (auch eine Gwennywar kommt vor).
Gawân: Ein Mysterium ist ein Drama in fünf Akten des deutschen Schriftstellers Eduard Stucken und wurde 1907 am Residenztheater in München uraufgeführt. Es folgt inhaltlich der Erzählung Sir Gawain and the Green Knight mit einigen Änderungen. So greift die Jungfrau Maria persönlich zum Schutz von Gawan ein und dieser findet im Gegensatz zur üblichen Tradition am Schluss den Heiligen Gral.
Der irische Dichter William Butler Yeats hat 1908 sein Prosa-Drama The Golden Helmet verfasst, dem 1910 die Versfassung in Alexandrinern The Green Helmet folgt, die er selbst als An Heroic Farce bezeichnet. Yeats folgt ziemlich genau der Handlung des Fled Bricrenn unter enger Einbeziehung von Sir Gawain and the Green Knight, wobei er allerdings auf Figuren der altkeltischen Sage um Cú Chulainn zurückgreift. Dieser überrascht seine Gefährten in grüner Kleidung, weshalb sie ihn für ein Ungeheuer halten, der eigentliche Gegner (im Artus-Roman der Green Knight) erscheint ganz in rot. Die Dialektfärbung des Textes erzeugt eine vom Dichter durchaus gewollte Komik.
Gawain ist eine der Hauptpersonen in der Prinz-Eisenherz-Comicserie (ab 1937) des Amerikaners Hal Foster. Der vertriebene Prinz von Thule siedelt mit einigen Getreuen im britannischen Sumpfland, bei einer Erkundung des Landes kann er den Ritter Gawain vor Räubern und einem riesigen Meerkrokodil retten. Gawain nimmt ihn als Knappen unter seine Obhut, bringt ihn nach Camelot und sorgt dafür, dass Eisenherz Ritter der Tafelrunde wird. Später erleben sie noch einige gemeinsame Abenteuer.
Beim Drama Les chevaliers de la table ronde (1937) des französischen Schriftstellers, Regisseurs und Malers Jean Cocteau ist Merlin eine dem Mephistopheles nachgezeichnete Gestalt. Er schickt seinen Diener Ginifer in verschiedenen Gestalten, darunter auch als Gauvin, Galaad und Guinèvre an den Hof von Artus, um dort alle zu berauschen (intoxiquer). Erst Galaad bricht den Zauber und verursacht dadurch Merlins Tod.
Der Brite Terence Hanbury White stellt in seiner Romantetralogie The once and future King („Der König auf Camelot“, 1958) Gawain als Barbaren von den nördlichen Inseln (Orkney) dar, der ein unfreiwillig-komisches Dialektgemisch aus keltisch-nordisch-englisch spricht. Er und seine Brüder sind wie schon in Malorys Le Morte Darthur das unruhestiftende Element am Königshof. Als Arthurs persönlichen Knappen lässt White den Dichter Malory selbst auftreten.
In der Übersetzung von N. Davis’ Sir Gawain und der Grüne Ritter (1967) aus dem Mittelenglischen ist ein Essay des britischen Philologen und Fantasy-Autors J. R. R. Tolkien aus seinem Band Die Ungeheuer und ihre Kritiker. Gesammelte Aufsätze als Nachwort zu lesen. Tolkien nennt Gawain im Kommentar über dessen Versuchung und Beichte (dritter Gesang des Originals), eine sonnenhafte Mythengestalt, die durch den höflichen Sir Gawain, König Artus’ Neffen, […] hindurchscheint […]. Das Hauptaugenmerk seiner Abhandlung legt Tolkien auf das Worthalten dem „Grünen“ gegenüber und die Versuchung, der Gawain durch die Burgherrin des „weißen Schlosses“ ausgesetzt ist und warum er dieser widerstehen kann.
1980 befasst sich die US-amerikanische Schriftstellerin Gillian Bradshaw ebenfalls in einer Trilogie mit Gawan, den sie, der kymrischen Tradierung folgend, mit dem Namen Gwalchmai nennt. Der erste Teil The Hawk of May („Falke des Lichts“) wird aus der Sicht von Gwalchmai erzählt. Er ist der Vater von Gwyn, der als Page bei Königin Gwynhwyfar dient und von Bedwyr, Gwynhwyfars Geliebtem, getötet wird. Die Folgebände Kingdom of Summer („Königreich des Sommers“) und In Winter’s Shadow („Die Krone von Camelot“) werden aus der Sicht von Gwalchmais Diener Rhys ap Sion und der Kaiserin Gwynhwyfar erzählt. Während der zweite Band immer noch sehr stark die Person Gwalchmais ins Zentrum der Erzählung rückt, erscheint er im Abschlussband der Trilogie eher nur noch als Nebenfigur, kommt jedoch sehr oft vor und verursacht den Krieg gegen Kleinbritannien, da er den Mord an seinem Sohn Gwyn rächen will. Über den gesamten Zyklus hinweg erzählt Gillian Bradshaw von Gwalchmais Jugend auf den Orkneys und von seinem Dienst unter Artus in der Schlacht von Camlann bis zu seinem Tod.
 Das Konglomerat (Zitat Birkhan) Merlin oder Das wüste Land (1981–1982) von Tankred Dorst, einem deutschen Dramatiker und Schriftsteller, zeigt einen als Puffmutter verkleideten Merlin, der Sir Gawain verführen will. Es misslingt, weil dieser sich nicht von der Gralssuche ablenken lässt.
Der feministisch-esoterische Fantasyroman Die Nebel von Avalon (1982) der Amerikanerin Marion Zimmer Bradley über den Untergang Avalons aus der Sicht Morgaines nennt Gawain Morgauses und Lots ältesten Sohn. Er ist nach Lancelot der berühmteste Ritter an Artus’ Hof. Die Zahl der Fantasyromane, in denen Gawain außerdem noch vorkommt, ist nahezu unüberschaubar (beispielsweise Mordred, Sohn des Artus von Nancy Springer, 2004).
Im fünfteiligen Pendragon-Zyklus des Amerikaners Stephen Lawhead berichtet Gwalchavad, der Bruder Gwalchmais (hier zu Galahad entstellt) dem verwundeten König Arthur über den Grail (Teil 5, Grail; 1997).
Der deutsche Schriftsteller und Essayist Christoph Hein lässt in Die Ritter der Tafelrunde (1989) den alt gewordenen Gawain auf Chastell Merveille, dem „Schloss der Hundert Frauen“ (das Schastel marveile im Parzival Wolframs von Eschenbach), residieren, wo er, aus der Tafelrunde förmlich ausgetreten, nur mehr eine Familie gründen und das Land bebauen will.

## Mittelalterliche bildliche Darstellungen

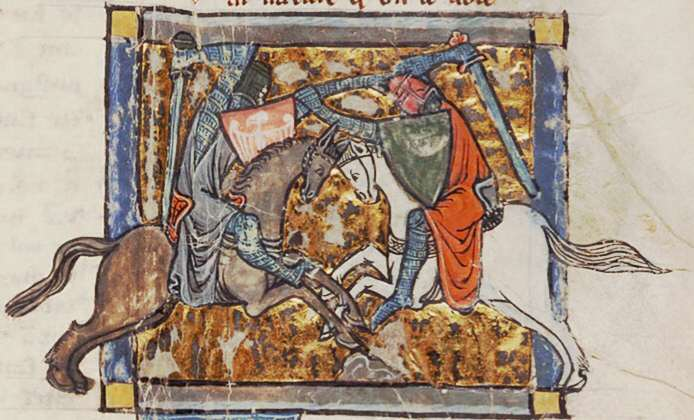
Gawain im Kampf mit Iwein. (Princeton University Library, Garrett MS. 125; um 1295)

Auf der Porta della Pescheria der Kathedrale von Modena ist die Darstellung der Erstürmung einer Burg zu sehen (Entstehung zwischen 1100 und 1140). Einige Personen darauf sind namentlich gekennzeichnet, wie Artus, Winlogee (Guinevere), Che (Keie) und Galvaginus (Gawain). Dieser kämpft mit dem Riesen Carrado um den Eintritt in die Festung.
Gawain wird als Gabein zusammen mit Parzival und Iwein um 1390 auf den Wandmalereien am Sommerhaus von Schloss Runkelstein als Vertreter des Ritterideales dargestellt. Ein anderer Freskenteil, der den Wigalois von Wirnt von Grafenberg zum Thema hat, ist nur mehr auf Grund früherer Abzeichnungen rekonstruierbar.
Auf zahlreichen Illustrationen mittelalterlicher Handschriften ist Gawain zu finden, so auf einer Miniatur des Prosa-Lancelot (um 1475). Hier ist die Gralstafel zu sehen, den Vorsitz führt Galaad, Gawain sitzt als dritter Ritter zu seiner Rechten.

## Filme und Fernsehen
Hier können auf Grund der großen Zahl von Verfilmungen mit und über Gawain nur einige Titel exemplarisch genannt werden:
- Die Ritter der Kokosnuß – Monty Python 1975
- König Artus und der Astronaut – 1979, nach Mark Twains Ein Yankee am Hofe des Königs Artus, mit John Le Mesurier als Sir Gawain
- The Legend of King Arthur – 1979, Regisseur Rodney Bennett mit Geoffrey Bateman als Gawain
- Excalibur – 1981, Regisseur John Boorman mit Liam Neeson als Gawain
- Merlin – 1998, Fernsehzweiteiler, Regisseur Steve Barron mit Sebastian Roché als Gawain
- Sir Gawain and the Green Knight – 2002, Zeichentrickfilm, Regisseur Tim Fernee mit James D’Arcy als Gawain (Sprecher)
- King Arthur – 2004, Regisseur Antoine Fuqua, mit Joel Edgerton als Gawain
- Merlin – Die neuen Abenteuer (Gwaine) – Fernsehserie seit 2008, mit Eoin Macken als Sir Gwaine
- The Green Knight – 2021, Regisseur David Lowery, mit Dev Patel als Gawain, Sean Harris als König Artus